# Podogryllus mistshenkoi
Podogryllus mistshenkoi är en insektsart som först beskrevs av Andrej Vasiljevitj Gorochov 1988.  Podogryllus mistshenkoi ingår i släktet Podogryllus och familjen syrsor. Inga underarter finns listade i Catalogue of Life.